# رساله اول قرنتس
رساله اول قرنتس (یونانی باستان: Κλήμεντος πρὸς Κορινθίους Klēmentos pros Korinthious "Clement to Corinthians") نامه ای است خطاب به مسیحیان شهر قرنتس باستان. بر اساس شواهد داخلی، برخی از محققان می‌گویند که نامه مدتی قبل از سال ۷۰ پس از میلاد نوشته شده‌است، اما زمان مشترکی که برای انشاء نامه داده شده‌است در پایان سال سلطنت دومیتیان (حدود ۹۶ پس از میلاد) است. این کتاب با دیداکه به‌عنوان یکی از قدیمی‌ترین اسناد موجود مسیحی خارج از قانون سنتی عهد جدید قرار می‌گیرد. همان‌طور که از نام آن پیداست، نامه دوم کلمنت شناخته شده‌است، اما این اثر متأخر توسط نویسنده دیگری است. بخشی از مجموعه پدران رسولی، ۱ و ۲ کلمنت معمولاً به عنوان بخشی از حکم کتاب مقدس متعارف در نظر گرفته نمی‌شود.
این نامه پاسخی به وقایع قرنتس است، جایی که جماعت برخی از بزرگان (پرستان) را خلع کرده بود. مؤلف جماعت را به توبه و بازگرداندن بزرگان به جایگاه و اطاعت از مافوق دعوت می‌کند. او گفت که حواریون رهبری کلیسا را منصوب کرده و به آنها دستور دادند که چگونه خدمت را تداوم بخشند.